# Максимов, Антон Львович
Анто́н Льво́вич Макси́мов (род. 29 июня 1970 года, Москва, СССР) — российский химик, специалист в области нефтехимии и катализа, действительный член Российской академии наук (2025; член-корреспондент 2019).

## Биография
Родился 29 июня 1970 года в Москве.
В 1992 году — с отличием окончил химический факультет МГУ.
В 1996 году — защитил кандидатскую диссертацию, тема: «Макромолекулярные металлокомплексы на основе полиэтиленоксида и блок-сополимеров этиленоксида и пропиленоксида как катализаторы окисления».
В 2005 году — защитил докторскую диссертацию, тема: «Супрамолекулярные металлокомплексные каталитические системы для нефтехимического синтеза».
С 1993 года по настоящее время работает на кафедре химии нефти и органического катализа химического факультета МГУ, пройдя путь от младшего научного сотрудника до профессора (с 2013 года).
С 2008 года — работает в Институте нефтехимического синтеза имени А. В. Топчиева РАН: заведующий лабораторией химии углеводородов (с 2008 года по настоящее время), заместитель директора по научной работе (2011—2017), директор института (с 13 февраля 2018 года).
В феврале 2016 года — присвоено почётное учёное звание профессора РАН.
В 2019 году — избран членом-корреспондентом РАН по Отделению химии и наук о материалах; в 2025 году стал академиком РАН по тому же отделению.

## Научная деятельность
Специалист в области нефтехимии и катализа.
Под его руководством развиваются поисковые исследования по разработке новых процессов гидрирования, гидродеароматизации, гидроизомеризации, гидрокрекинга нефтяных фракций с использованием наногетерогенных катализаторов. Ведутся работы по созданию катализаторов селективного гидрирования, гидроизомеризации, гидрокрекинга восков Фишера-Тропша, окисления непредельных углеводородов, тандемных превращений углеводородов, гидрирования ароматических углеводородов и фенолов, гидроформилирования, этерификации на основе новых мезопористых оксидных, гибридных и органических материалов с регулярной структурой. Активно развиваются работы в области создания новых подходов к реализации нефтехимических процессов в двухфазных системах и в альтернативных растворителях с использованием иммобилизованных металлокомплексов и супрамолекулярных катализаторов.
Автор более 200 научных публикаций, соавтор 2 монографий и 9 патентов.
Под его руководством защищено 6 кандидатских диссертаций.

## Награды
- Премия Правительства Российской Федерации в области науки и техники (в составе группы, за 2012 год) — за разработку и внедрение современных технологий производства и применения высокоэнергетических термостабильных топлив для ракетной и авиационной техники[4]
- Премии имени М. В. Ломоносова МГУ (за 2004 год, совместно с Э. А. Карахановым) — за цикл работ «Супрамолекулярные каталитические системы на основе макроциклических рецепторов»[5]